# 료준 입도친왕
료준 입도친왕(일본어: 良純入道親王 りょうじゅんにゅうどうしんのう[*], 게이초 8년 12월 17일 (1604년 1월 18일) - 간분 9년 8월 1일 (1669년 8월 27일))은 에도 시대 초기의 황족이다. 고요제이 천황의 8황자이고, 어머니는 텐지 니와타 토모코 (곤다이나곤 니와타 시게토모의 딸)이다. 처음에는 도쿠가와 이에야스의 유자로 나오스케 친왕(直輔親王)이라 칭했다. 치온인 초대 몬제키이다. 통칭 하치노미야(八宮)이다.

## 개요
고요제이 천황의 8황자로 태어났다. 5살 때, 치온인 몬제키로 결정되어, 절에 들어가지만 출가는 미뤄졌다. 그 후, 게이초 19년 (1614년)에 친왕 선하를 받아, 나오스케 친왕(直輔親王)이라 칭했고, 이듬해인 겐나 원년 (1615년)에 도쿠가와 이에야스의 유자가 되었다.
겐나 5년 9월 17일 (1619년 10월 24일), 16세 때, 만요 손쇼(満誉尊照)를 계사로 해, 출가하고 득도하여, 료준(良純)이라 칭했다. 그런데, 간에이 20년 11월 11일 (1643년 12월 21일), 갑자기 카이국 덴모쿠산으로 유배되었다. 유배의 이유로는 절의 업무를 둘러싼 대중들과의 대립, 술주정으로 인한 난행, 에도 막부의 조정 및 사찰 개입을 비난하는 언사를 했다, 대우에 불만, 출가 불만 등 여러 설이 전해지지만, 이름뿐인 몬제키의 지위 불만과, 에도 막부의 압박에 대한 불만이 있었다는 견해는 일치한다. 후에 코후 코인지 (고후시 시모세키스이지마치)에 옮겨져 유폐되었다.
만지 2년 (1659년)에 칙허에 의해 귀경하지만, 치온인이 아닌 센뉴지에 거주했다. 이후, 키타노에서 환속하여, 은퇴 생활을 하였다. 후에 이심암(以心庵)이라 칭했다.
67세의 나이로 사망하여, 센뉴지에 묻혔고, 전련사행예심아자재량상대승정(専蓮社行誉心阿自在良尚大僧正)의 시호가 추증되었다. 메이와 5년 (1768년)의 100주기를 맞아, 명예회복을 도모하고, 다시 한번 무애광원궁량순대화상(無礙光院宮良純大和尚)의 시호가 추증되었다.

## 같이 보기
- 입도친왕
- 야치요 타유